# 出雲大社高松分祠
出雲大社高松分祠（いずもおおやしろたかまつぶんし）は、香川県高松市室新町に鎮座する出雲大社の分祠。出雲大社より御分霊を拝受し奉齋している。包括団体は出雲大社教である。

## 概要
香川県で参拝できる出雲大社「讃岐の出雲様」と親しまれている。
香川県は特に古くから御師の活動が活発で、現在も出雲大社のお札「御玉串」をお祀りする家庭が多い他、出雲屋敷の信仰が篤いとされている。

## 祭神
大国主大神

## 由緒
明治6年5月に出雲大社より御分霊を拝受、兵庫町にて「讃岐国一等教会所」として奉齋される。
昭和20年7月4日、高松空襲によりご神体は疎開していたものの、教会社殿が焼失する。
（現在兵庫町商店街と中央通りの交差点付近に、かつて出雲大社分院にかかっていた八雲橋の欄干が史跡として残されている）
昭和22年、築地町にて社殿を再建する。
昭和54年、分祠に昇格する。
昭和58年、現在の室新町に社殿を造営、遷座する。
令和5年、御鎮座150周年奉祝祭が斎行される。

## 年中行事
- 歳旦祭 元旦
- 節分祭 節分の日
- 春季霊祭 春分の日
- 例大祭 5月15日
- おくにがえり 6月
- 夏越の大祓 6月30日
- 秋季霊祭 秋分の日
- 出雲屋敷謝恩祭 秋
- 除夜祭・年越し大祓 大晦日
- 月次祭 毎月14日